# Malıbəyli
Malıbəyli ist ein Dorf im Rajon Şuşa von Aserbaidschan. Seit dem Krieg um Bergkarabach zu Beginn der 1990er Jahre ist der Ort unter dem Namen Adschapnjak (armenisch Աջափնյակ) de-facto Teil der Stadt Stepanakert in der nicht-anerkannten Republik Arzach.

## Geographische Lage
Das Dorf liegt auf einer Höhe von 758 Metern am Fluss Qarqarçay, einem rechten Nebenfluss der Kura in der Bergkarabach-Region von Aserbaidschan. Die Entfernung zum Rayonzentrum Şuşa beträgt 15 Kilometer, die Gemeinde bildet eine Exklave des Bezirks, umgeben vom aserbaidschanischen Bezirk Xocalı und Xankəndi (Stepanakert). Die Verwaltung durch die Republik Arzach erfolgt als Teil der Stadt Stepanakert.

## Geschichte und Bevölkerung
In Malıbəyli befinden sich Grabhügel aus der Bronzezeit. 1910 eröffnete Məmməd Qarayev (Mamed Karajew), Absolvent des Transkaukasischen Lehrerseminars, im Dorf die erste russisch-aserbaidschanische Schule für Mädchen in Aserbaidschan. Laut dem Kaukasischen Kalender von 1912 hatte das Dorf 1060 Einwohner, mehrheitlich Aserbaidschaner.
In der Sowjetzeit verfügte Malıbəyli über eine weiterführende Schule, ein Kulturzentrum, eine Bibliothek, ein Kino und ein medizinisches Zentrum. Der administrativen Aufteilung der Aserbaidschanischen SSR vom 1. Januar 1933 zufolge lebten im Dorf 850 Menschen, alle Aserbaidschaner.
Die Folgen des ersten Bergkarabachkrieges zwischen Armenien und Aserbaidschan haben das Dorf und seine Bewohner hart getroffen. Am 9. Februar 1992 sollen angeblich Flugblätter über dem Dorf abgeworfen worden sein, in denen die armenischen Truppen die aserbaidschanischen Bewohner dazu aufgefordert hatten, das Dorf zu verlassen. In einem Interview mit Human Rights Watch behaupteten die Dorfbewohner, sie hätten keine Flugblätter gesehen. Unmittelbar vor dem Massaker von Chodschali kam es zu bewaffneten Übergriffen gegen die Bewohner von Malibəyli. Das Dorf wurde am 10. Februar 1992 von armenischen Truppen besetzt. Im Zusammenhang mit der Besetzung der Dörfer Qaradağlı und Ağdaban geht der schwedische Historiker Svante E. Cornell von insgesamt 99 getöteten Zivilisten und 140 Verletzten aus.